# 魔法少女リィ -淫魔の試練場-
『魔法少女リィ -淫魔の試練場-』（まほうしょうじょリィ いんまのしれんじょう）は、2013年9月27日にルナソフトより発売されたアダルトゲーム。

## あらすじ
小さな孤島ヴァナヘイムには、100年前に亡くなった魔女アリスの遺産の眠るダンジョンがあり、誰一人として生きて帰った冒険者はいなかった。リィーネは、淫魔が守っているとされるそのダンジョンに挑み、遺産の正体を突き止めることにした。

## システム
街の人びとと交流し、ダンジョンを探索していき、リィーネを成長させていくRPG。育成次第では魔法を多用するタイプになったり、杖で殴るといった物理攻撃に特化したタイプにすることも可能。
リィーネの衣装は通常の魔法少女の服のほかに、ある条件を満たすことでセーラー服やメイド服を手に入れることが可能となる。衣装変更によるパラメーターの変化はないが、Hシーンの内容は変化する。また、ダメージを受けるごとにリィの衣装は破損していき、敗北すると敵に凌辱される。
2周目以降は難易度が上がる。

## 登場人物
リィーネ・ベレスフォード
声 - 橘まお
主人公である新米の魔法少女。通称リィ。
モニカ・フォルスストロム
声 - 月宮カナ
ヴァナヘイム島にある宿屋「首跳ね兎亭」の経営者。穏やかなようで大胆な性格。
エクリア・ベルトワーズ
声 - 美咲桃子
ヴァナヘイム島の雑貨屋の経営者で、リィーネにダンジョン探索を頼んだ人物。アイテムに詳しく、リィーネが手に入れたマジックアイテムの鑑定や強化を行ってくれる。
オリヴィア・ニーデルマイヤー
声 - 桜城ちか
魔女を敵視する教団からダンジョンへ送り込まれた聖騎士で、リィーネを出し抜こうとしている。
ウィル・アークライト
かつて「竜殺しのウィル」という二つ名で知られた冒険家で、現在は隠居しつつもリィーネにアドバイスを送っている。

## スタッフ
- 企画 - em.
- 原画 - おかか、空維深夜、樹つくね、鬼瓦しゃる
- シナリオ - ギハラ、em.
- 彩色 - 相川よいち